# King Cox
King Cox es una  variedad cultivar de manzano (Malus domestica). 
Un clon forma más rayada de Cox's Orange Pippin. Fue descubierto por R.W. Giles en Perryfields, Bromsgrove, Worcestershire. Recibido por National Fruit Trials en 1959. Las frutas son jugosas y dulces con un rico sabor aromático a nuez.

## Historia
'King Cox' es una variedad de manzana, descubierta por R.W. Giles en Perryfields, Bromsgrove, Worcestershire, siendo un Desporte de Cox's Orange Pippin con un rayado más intenso, alrededor de 1959.
'King Cox' se cultiva en la National Fruit Collection con el número de accesión: 1960-039 y Accession name: King Cox (Giles).

## Características
'King Cox' árbol de extensión erguido vertical, de vigor moderado. Tiene un tiempo de floración que comienza a partir del 7 de mayo con el 10% de floración, para el 12 de mayo tiene una floración completa (80%), y para el 19 de mayo tiene un 90% caída de pétalos.
'King Cox' tiene una talla de fruto mediano; forma redondeado-cónica a redondeada, con frecuencia algo irregular y torcido, con una altura de 56.00mm y una anchura de 62.00mm; con nervaduras ausentes; epidermis con color de fondo verdosa amarillo, con sobre color rojizo en una cantidad media-alta, con sobre color patrón rayado, "russeting" (pardeamiento áspero superficial que presentan algunas variedades) medio, lenticelas "russeting" pueden ser grandes y más numerosas hacia la corona; pedúnculo es poco más que una protuberancia carnosa junto a una hinchazón carnosa con una cavidad que a menudo es muy poco profunda, que en ocasiones sobresale y está rodeada por una fina capa rugosa; ojo es grande y abierto en una amplia cuenca; textura de la pulpa crujiente y color de la pulpa amarillento; los frutos son jugosos y agridulces, con un rico y aromático sabor a nuez.
Su tiempo de recogida de cosecha se inicia a finales de septiembre. Listo para la cosecha a partir de la primera mitad del período. Se conserva durante dos meses en cámara frigorífica.

## Usos
Una buena manzana de uso de sidra.

## Ploidismo
Diploide. Auto estéril, con un polinizador compatible: D, Día 13.